# Hölle 9 (Quedlinburg)

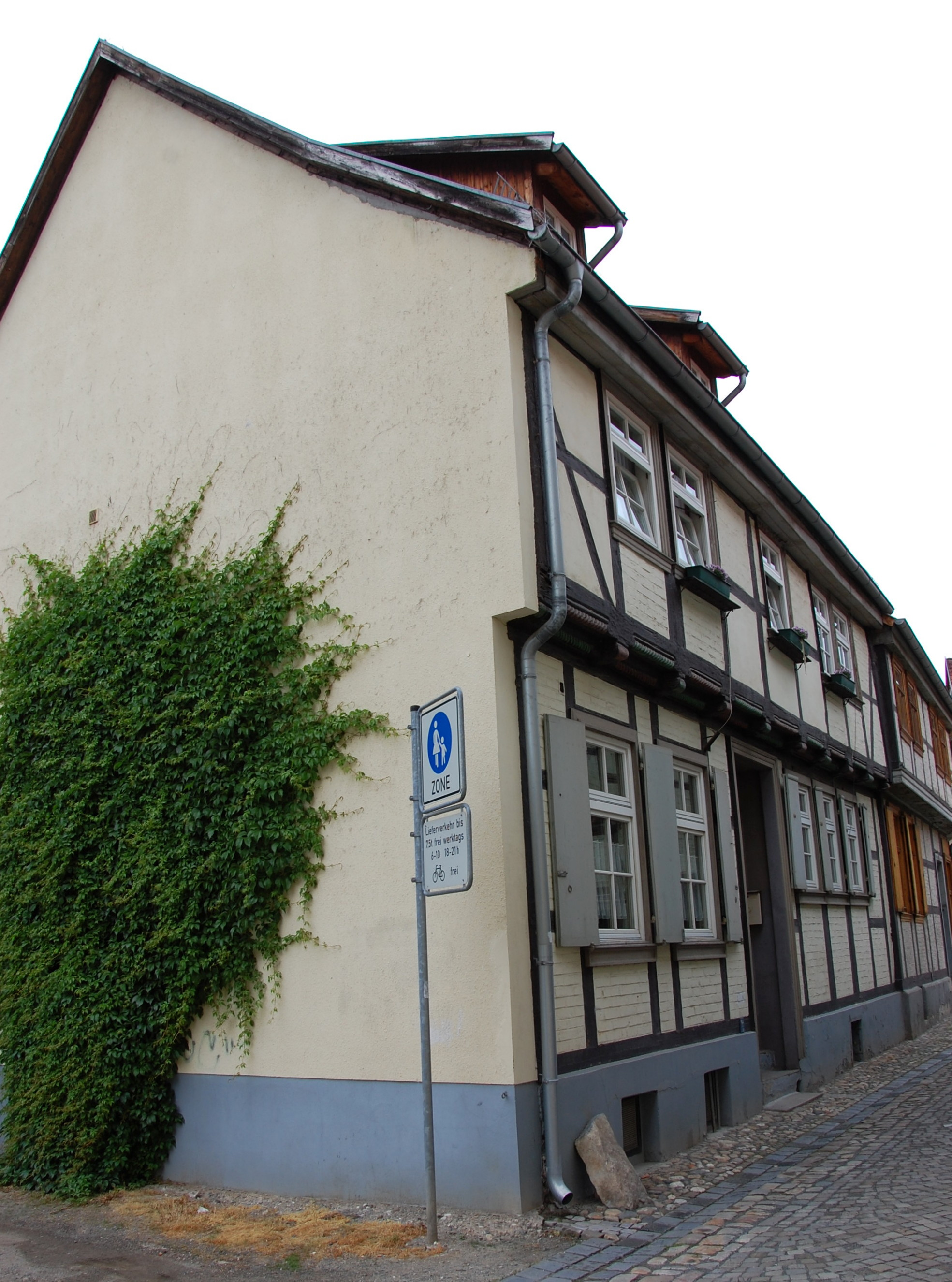
Haus Hölle 9

Das Haus Hölle 9 ist ein denkmalgeschütztes Gebäude in der Stadt Quedlinburg in Sachsen-Anhalt.

## Lage
Es befindet sich östlich des Marktplatzes der Stadt und gehört zum UNESCO-Weltkulturerbe. Im Quedlinburger Denkmalverzeichnis ist es als Wohnhaus eingetragen. Westlich des Hauses grenzt das gleichfalls denkmalgeschützte Haus Hölle 10 an.

## Architektur und Geschichte
Das zweigeschossige Fachwerkhaus entstand in seinem Kern im Jahr 1624. An der Fachwerkfassade finden sich Balkenköpfe in Walzenform sowie Taustäbe. Eine umfassende Erneuerung erfolgte in der ersten Hälfte des 18. Jahrhunderts. Die Gefache sind mit Zierausmauerungen versehen.